# بروميد السكانديوم
بروميد السكانديوم هو مركب كيميائي لاعضوي صيغته ScBr3، ويوجد على هيئة مسحوق بلوري سهل الانحلال في الماء.

## التحضير
يمكن ان يحضر هذا المركب من التفاعل المباشر بين عنصري السكانديوم والبروم:
{\displaystyle \mathrm {2\ Sc+3\ Br_{2}\longrightarrow 2\ ScBr_{3}} }
يحضر الشكل المائي (الهيدرات) لهذا المركب من تفاعل أكسيد السكانديوم مع حمض الهيدروبروميك:.:
{\displaystyle \mathrm {Sc_{2}O_{3}+6\ HBr+9\ H_{2}O\longrightarrow 2\ ScBr_{3}\cdot 6\ H_{2}O} }

## الخواص
يوجد المركب على هيئة مسحوق بلوري سهل الانحلال في الماء؛ كما ينحل أيضاً في الإيثانول.